# IBM 7090

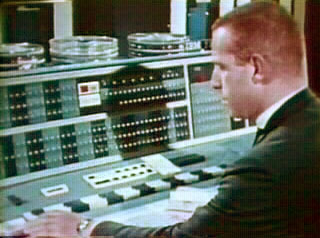
7090용 IBM 7151 콘솔 제어 장치

IBM 7090은 "대규모 과학 및 기술 애플리케이션"을 위해 설계된 이전 IBM 709 진공관 메인프레임 컴퓨터의 2세대 트랜지스터 버전이다. 7090은 IBM 700/7000 시리즈 과학용 컴퓨터의 네 번째 제품이다. 7090의 첫 설치는 1959년 12월이었다. 1960년에 일반적인 시스템은 290만 달러(2023년 2,300만 달러에 해당)에 판매되었거나 월 63,500달러(2023년 501,000달러에 해당)에 임대할 수 있었다.
7090은 36비트 워드 길이와 32,768워드(15비트 주소)의 주소 공간을 사용한다. IBM 7030(Stretch) 프로젝트의 IBM 7302 코어 스토리지 코어 메모리 기술을 사용하여 2.18μs의 기본 메모리 주기로 작동한다.
처리 속도가 약 100 Kflop/s인 7090은 709보다 6배 빠르며 절반 가격으로 임대할 수 있다. 업그레이드 버전인 7094는 속도가 최대 2배나 빨랐다. 7090과 7094는 모두 1969년 7월 14일 판매가 중단되었지만 시스템은 그 후에도 10년 넘게 계속 사용되었다. 1961년에 IBM 7094는 음성 합성 프로그램을 사용하여 "데이지 벨"(Daisy Bell)을 부른 것으로 유명하며 문화적 아이콘이 되었다.

## 같이 보기
- IBM 704